# Vier-Nationen-Turnier 1/2019
Das Vier-Nationen-Turnier Januar 2019 für Frauenfußballnationalteams fand zwischen dem 17. und 20. Januar 2019 in der chinesischen Stadt Wuhua statt. Es wurde von den Gastgeberinnen gewonnen. Spielstätte war das Wuhua County Olympic Sports Centre. Es nahm keine Mannschaft aus den Top 10 der FIFA-Weltrangliste teil. Bestplatzierte Mannschaften waren Südkorea (14.), das zum sechsten Mal teilnahm und die Gastgeberinnen (Platz 15). Nigeria (39.) als erster afrikanischer Teilnehmer und Rumänien (41.) nahmen erstmals teil. Erstmals wurde das Turnier nicht im Jeder-gegen-jeden-Modus, sondern mit Halbfinalspielen sowie Finale der Halbfinalsieger und Spiel um Platz 3 der Halbfinalverlierer ausgetragen.

## Spielergebnisse

### Halbfinale
|                 |   |          |     |
| 17. Januar 2019 |   |          |     |
| Südkorea        | – | Rumänien | 3:0 |
| China           | – | Nigeria  | 3:0 |

### Spiel um Platz 3
|                 |   |         |     |
| 20. Januar 2019 |   |         |     |
| Rumänien        | – | Nigeria | 1:4 |

### Finale
|                 |   |       |     |
| 20. Januar 2019 |   |       |     |
| Südkorea        | – | China | 0:1 |

## Torschützinnen
1. Li Ying (CHN) − 2 Tore
2. Gu Yasha, Zhang Rui (CHN), Jung Seol-bin, Lee Geum-min, Yeo Min-ji (KOR), Rita Chikwelu, Onome Ebi,
00Chinwendu Ihezuo, Ini-Abasi Umotong (NGA), Florentina Olar-Spânu (ROU) – je 1 Tor